# پیتر یونسون (دوچرخه‌سوار)
پیتر یونسون (انگلیسی: Peter Jonsson؛ زادهٔ ۱۲ آوریل ۱۹۵۸) دوچرخه‌سوار اهل سوئد است.